# Klášter Ki
Klášter Ki (také psaný Key, Kye nebo Kee) je tibetský buddhistický klášter v Indii, stojící na vyvýšenině v údolí řeky Spiti v okrese Lahaul a Spiti v Indii ve státě Himáčalpradéš ve výšce 4166 metrů nad mořem. Spolu s kláštery Tabo a Drangce patří Ki dnes škole Gelugpa.
Ki je největší klášter v údolí Spiti a náboženské vzdělávací centrum pro lámy. V roce 1855 zde žilo 100 mnichů. Jeho architektura se řadí ke stylu Pasada, který se vyznačuje tím, že budova má více než jedno podlaží a často se používá v opevněných klášterech.

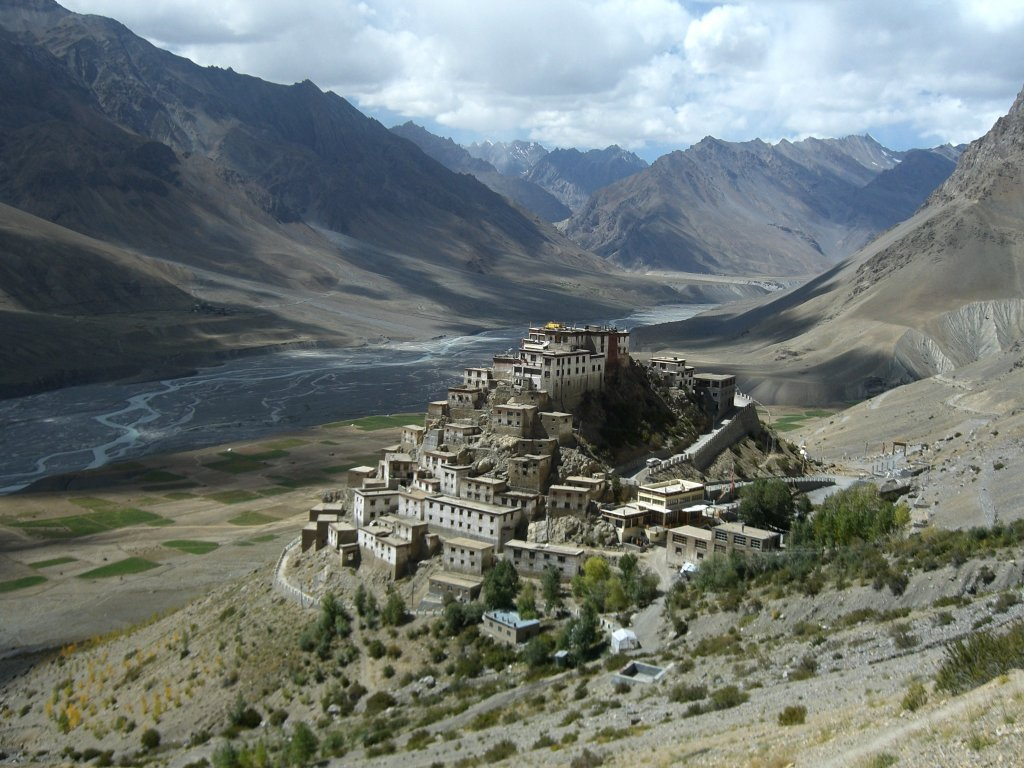
Klášter Ki s řekou Spiti v pozadí

Klášter podle legendy založil Drom Tönpa (žil v letech 1004/1005–1064), žák významného učitele Atíši. 
Klášter Ki byl napaden Mongoly během vlády 5. dalajlámy Ngawanga Lozanga Gjamccha v 17. století. V té době se přidal ke gelugpské škole tibetského buddhismu. V roce 1820 byl vypleněn během válek mezi Ladakem a Kulu. V roce 1841 byl těžce poškozen válkou a brzy na to požárem. V roce 1975 ho poničilo silné zemětřesení.
Různé katastrofy a jimi vyvolané četné přestavby vyústily v neuspořádaný růst s hranatými přístavbami a budovami, které daly klášteru dnešní podobu pevnosti s chrámy postavenými jeden na druhém. Ki je však stále vynikajícím příkladem klášterní architektury 14. století, která se vyvíjela pod čínským vlivem. Kromě sbírky velmi starých nástěnných maleb a knih velké estetické hodnoty přechovává klášter Ki také obrazy a sošky Buddhy praktikujícího džhánu (meditaci).
Hlavní budova má tři podlaží. První je převážně podzemní a slouží jako sklad. Místnost zvaná tandžur je bohatě zdobena nástěnnými malbami. V přízemí je krásně zdobená hala a cely pro mnoho mnichů.